# Tyriobapta torrida
Tyriobapta torrida е вид водно конче от семейство Libellulidae. Видът не е застрашен от изчезване.

## Разпространение
Разпространен е в Бруней, Индонезия (Калимантан и Суматра), Малайзия (Западна Малайзия, Сабах и Саравак), Сингапур и Тайланд.